# Ochotona erythrotis
Il pica rosso (Ochotona erythrotis Büchner, 1890) è un mammifero lagomorfo della famiglia degli Ocotonidi.
La specie è endemica della Cina, in particolare vive nel Turkestan orientale.
Questi animali sono allopatrici con la specie Ochotona rutila, anch'essa a volte denominata "pica rosso": tuttavia, si tratta di due specie ben distinte, per quanto assai simili fra loro ed in passato addirittura classificate come il medesimo animale. La specie rutila, infatti, manca delle finestre frontali nelle ossa del cranio: tali finestre sono invece presenti nella specie trattata. Per evitare confusioni fra le due specie, questi animali vengono perciò definiti comunemente "pica rosso cinese" in contesti nei quali la mancata specificazione del loro areale renderebbe equivoco il riconoscimento della specie.
Per il resto, le abitudini di questo animale sono molto simili a quelle delle specie congeneri: si tratta di animali solitari e piuttosto territoriali, che prediligono le zone sassose sui crinali delle montagne, ricche di anfratti e nascondigli, uno dei quali in particolare viene utilizzato come tana e deposito di cibo.
Animali erbivori, in vista dell'inverno sfruttano le giornate più fresche per ammassare alacremente (fino a 30 depositi in un'ora) piante erbacee, che fungeranno da scorta di cibo per i periodi di magra: questi animali, infatti, non vanno in letargo, ma rallentano solo sensibilmente il proprio metabolismo.
Possono avere fino a tre nidiate l'anno, concentrate nel periodo primaverile ed estivo: i cuccioli, nati ciechi e sordi ma già ricoperti di pelo, vengono accuditi da ambedue i genitori e diventano del tutto indipendenti attorno ai venti giorni d'età, pur tendendo a passare l'inverno nella tana natia e ad allontanarsi solo l'estate successiva, al fine di trovare un proprio territorio ed un compagno. Quest'ultimo viene scelto fra quelli occupanti i territori adiacenti a quello del giovane.